# Locomotive SV 61-66
Le locomotive 61 ÷ 66 della Società Veneta erano un gruppo di locotender di rodiggio 1-2-0, progettate per l'esercizio della ferrovia internazionale San Giorgio di Nogaro-Cervignano all'inizio del XX secolo.

## Storia
Le locomotive furono ordinate alla Henschel & Sohn per l'esercizio da parte della "Veneta" della San Giorgio di Nogaro-Cervignano, linea che dal 1897 (sia nella tratta italiana che in quella austroungarica) era gestita dall'azienda patavina.
Riclassificate dalla SV nel 1915 nel gruppo 27, con matricole 270 ÷ 275, prestarono servizio sulla linea friulana sino al passaggio della stessa alle Ferrovie dello Stato nel 1920; due di esse (le unità 272 e 275) erano state catturate dall'Imperial regio Esercito durante la prima guerra mondiale.
Dopo il 1920 le locomotive rimasero alla SV, che le trasferì sulla Udine-Cividale, linea sulla quale prestarono servizio sino alla fine degli anni Cinquanta, quando fu introdotta la trazione Diesel: quattro unità furono demolite nel 1959, mentre due unità (matricole 270 e 272) risultavano ancora esistenti nel 1961.

## Caratteristiche
Le 61 ÷ 66 erano locotender a 2 cilindri esterni a semplice espansione, con distribuzione Allan a cassetto. Avevano una potenza di 375 CV e una velocità massima di 55 km/h. Il rodiggio era 1-2-0.

## Prospetto delle unità[7]
| Numerazione originaria | Numerazione definitiva | Anno di costruzione | Costruttore | N. costruzione |
| ---------------------- | ---------------------- | ------------------- | ----------- | -------------- |
| 61 - Friuli            | 270                    | 1902                | Henschel    | 6020           |
| 62 - Latisana          | 271                    | 1902                | Henschel    | 6021           |
| 63 - Palazzolo         | 272                    | 1902                | Henschel    | 6024           |
| 64 - Portogruaro       | 273                    | 1903                | Henschel    | 6304           |
| 65 - S. Giorgio        | 274                    | 1903                | Henschel    | 6305           |
| 66 - Muzzana           | 275                    | 1903                | Henschel    | 6482           |